# Église du Sacré-Cœur (Dalian)
L'église du Sacré-Cœur est la seule église catholique de la ville-préfecture de Dalian, province du Liaoning en Chine. C'était autrefois l'église de la mission des pères de Maryknoll, fondée sous le vocable de Stella Maris (en latin: Étoile de la mer).

## Historique
C'est à l'époque où Dalian (sous le nom de Dairen) était une concession japonaise que le projet prit corps de construire une église, alors qu'il y avait déjà en ville des temples protestants construits par les Américains. L'église devait desservir les fidèles catholiques employés à la ligne de chemin de fer de Mandchourie du Sud entièrement gérée par les Japonais depuis leur victoire de Port-Arthur. Le catholique japonais Daiji Oka réussit à collecter 20 000 yuans pour la construction de l'église, consacrée en 1926, et confiée aux missionnaires américains de Maryknoll. Elle est vouée à Notre-Dame sous le vocable de Stella Maris. Il y a environ 1 200 fidèles japonais, coréens ou occidentaux.
Les catholiques chinois de la région, quant à eux, se rassemblent dans une autre église catholique située dans le district de Liujia Dun, à partir de 1931.
Les Japonais quittent la région après avoir perdu la guerre en 1945 et toutes les églises deviennent chinoises. Les persécutions démarrent au moment de la prise de pouvoir de l'armée populaire de libération et les missionnaires étrangers sont expulsés. La guerre de Corée provoque aussi une vague d'arrestation chez les catholiques de la paroisse. Plus tard pendant la révolution culturelle, l'église est fermée par les autorités et le curé, le P. Ding Runan, est envoyé en « rééducation politique » à la campagne, comme ouvrier agricole, près de Shenyang (ancienne Moukden). Il a la permission de revenir au début des années 1980, avec la politique d'ouverture religieuse de Deng Xiaoping. L'église est enregistrée à l'association patriotique qui détient les locaux de l'ancienne cure. L'église est renommée en l'honneur du Sacré-Cœur et la paroisse parvient à l'époque à enregistrer trois ou quatre baptêmes par an. Depuis 1994, des messes sont célébrées aussi en coréen, puisqu'il existe une communauté importante de Coréens ici, surtout depuis le début du XXe siècle.
L'église est inscrite sur la liste du patrimoine protégé de la ville en 2002. La paroisse se distingue par son dynamisme.